# Restauración borbónica en Francia
La Restauración borbónica en Francia (en francés: La Restauration) fue el período de la historia de Francia comprendido entre la caída de Napoleón Bonaparte en 1814 y la Revolución de Julio de 1830, durante el cual la Casa de Borbón volvió a ocupar el trono francés. El periodo se caracterizó por una aguda reacción conservadora y el restablecimiento de la Iglesia católica como poder político en Francia. Pero los gobiernos de Luis XVIII (entre 1814 y 1824) y Carlos X (1824-1830) debieron aceptar algunas realidades surgidas con la Revolución francesa, como la monarquía constitucional, el parlamentarismo, la redistribución de la tierra realizada durante las convulsiones de fin del siglo XVIII y la desaparición de los antiguos gremios artesanales.
La Carta constitucional "otorgada" por el rey el 4 de junio de 1814 se basaba en una especie de compromiso entre los logros de la Revolución y los principios monárquicos. No existía separación de poderes y el rey, que ejercía el poder ejecutivo, disponía de amplias prerrogativas legislativas. Tenía que contar con dos cámaras de representantes con poderes limitados: la cámara de los Pares y la de los Diputados. Hasta 1820, se mantuvo un equilibrío precario entre los monárquicos más conservadores llamados «ultras», que deseaban una vuelta al Antiguo Régimen, y los liberales, o independientes de izquierda, que defendían los avances jurídicos de la Revolución. Pero la dominación de los ultras en las cámaras dará paso a partir de 1827 a un enfrentamiento abierto con los liberales, que conducirá a la revolución de 1830.

## Antecedentes
Después de la Revolución Francesa (1789-1799), Napoleón Bonaparte se convirtió en gobernante de Francia. Después de años de expansión de su Imperio francés por sucesivas victorias militares, una coalición de potencias europeas lo derrotó en la Guerra de la Sexta Coalición, terminando con el Primer Imperio en 1814 y restaurando la monarquía a los hermanos de Luis XVI. La Restauración borbónica duró desde aproximadamente el 6 de abril de 1814 hasta los levantamientos populares de la Revolución de Julio de 1830. Hubo un interludio en la primavera de 1815, los "Cien Días", cuando el regreso de Napoleón obligó a los Borbones a huir de Francia. Cuando Napoleón fue derrotado nuevamente por la Séptima Coalición, volvieron al poder en julio.
En el consejo de paz del Congreso de Viena, los Borbones fueron tratados cortésmente por las monarquías victoriosas, pero tuvieron que renunciar a casi todas las conquistas territoriales obtenidas por la Francia revolucionaria y napoleónica desde 1789.

## Monarquía constitucional
A diferencia del absolutista Antiguo Régimen, el régimen borbónico de la Restauración era una monarquía constitucional, con algunos límites en su poder. El nuevo rey, Luis XVIII, aceptó la gran mayoría de las reformas instituidas entre 1792 y 1814. La continuidad era su política básica. No trató de recuperar tierras y propiedades tomadas de los exiliados realistas. Continuó de manera pacífica los principales objetivos de la política exterior de Napoleón, como la limitación de la influencia austriaca. Revirtió a Napoleón con respecto a España y el Imperio otomano, restaurando las amistades que habían prevalecido hasta 1792. 
Políticamente, el período se caracterizó por una aguda reacción conservadora, y consecuentes disturbios civiles menores pero persistentes. De lo contrario, el establecimiento político fue relativamente estable hasta el reinado posterior de Carlos X. También vio el restablecimiento de la Iglesia Católica como una gran potencia en la política francesa. A lo largo de la Restauración borbónica, Francia experimentó un período de prosperidad económica estable y los preliminares de la industrialización.

## Cambios permanentes en la sociedad francesa
Las épocas de la Revolución Francesa y Napoleón trajeron una serie de cambios importantes a Francia que la Restauración borbónica no revirtió. Primero, Francia estaba ahora altamente centralizada, con todas las decisiones importantes tomadas desde París. La geografía política fue completamente reorganizada y uniformada, dividiendo la nación en más de 80 departamentos que han perdurado en el siglo XXI. Cada departamento tenía una estructura administrativa idéntica, y estaba estrechamente controlado por un prefecto nombrado por París. La maraña de jurisdicciones legales superpuestas del antiguo régimen había sido abolida, y ahora había un código legal estandarizado, administrado por jueces nombrados por París y apoyado por la policía bajo control nacional.
Los gobiernos revolucionarios habían confiscado todas las tierras y edificios de la Iglesia Católica, vendiéndolos a innumerables compradores de clase media, y era políticamente imposible restaurarlos. El obispo todavía gobernaba su diócesis (que estaba alineada con los nuevos límites del departamento) y se comunicaba con el Papa a través del gobierno en París. Obispos, sacerdotes, monjas y otros religiosos recibían salarios estatales.
Todos los antiguos ritos y ceremonias religiosas se conservaron, y el gobierno mantuvo los edificios religiosos. A la Iglesia se le permitió operar sus propios seminarios y, hasta cierto punto, también las escuelas locales, aunque esto se convirtió en un tema político central en el siglo XX. Los obispos eran mucho menos poderosos que antes y no tenían voz política. Sin embargo, la Iglesia Católica se reinventó a sí misma con un nuevo énfasis en la piedad personal que le dio un control sobre la psicología de los fieles. La educación pública estaba centralizada, con el Gran Maestro de la Universidad de Francia controlando todos los elementos del sistema educativo nacional desde París. Se abrieron nuevas universidades técnicas en París que hasta el día de hoy tienen un papel fundamental en la formación de la élite.
El conservadurismo se dividió amargamente en la vieja aristocracia que regresaba y las nuevas élites que surgieron bajo Napoleón después de 1796. La vieja aristocracia estaba ansiosa por recuperar su tierra, pero no sentía lealtad al nuevo régimen. La élite más nueva, la "nobleza del imperio", ridiculizó al grupo más antiguo como un remanente obsoleto de un régimen desacreditado que había llevado a la nación al desastre. Ambos grupos compartían el temor al desorden social, pero el nivel de desconfianza, así como las diferencias culturales eran demasiado grandes, y la monarquía demasiado inconsistente en sus políticas, para que la cooperación política fuera posible.
La vieja aristocracia que regresaba recuperó gran parte de la tierra que habían poseído directamente. Sin embargo, perdieron todos sus antiguos derechos señoriales sobre el resto de las tierras de cultivo, y los campesinos ya no estaban bajo su control. La aristocracia prerrevolucionaria había colado con las ideas de la Ilustración y el racionalismo. Ahora la aristocracia era mucho más conservadora y apoyaba a la Iglesia Católica. Para los mejores trabajos, la meritocracia era la nueva política, y los aristócratas tenían que competir directamente con la creciente clase empresarial y profesional.
El sentimiento público anticlerical se hizo más fuerte que nunca, pero ahora se basaba en ciertos elementos de la clase media e incluso en el campesinado. Las grandes masas de franceses eran campesinos en el campo o trabajadores empobrecidos en las ciudades. Ganaron nuevos derechos y un nuevo sentido de posibilidades. Aunque liberado de muchas de las viejas cargas, controles e impuestos, el campesinado todavía era muy tradicional en su comportamiento social y económico. Muchos tomaron con entusiasmo hipotecas para comprar la mayor cantidad de tierra posible para sus hijos, por lo que la deuda fue un factor importante en sus cálculos. La clase obrera en las ciudades era un elemento pequeño, y había sido liberada de muchas restricciones impuestas por los gremios medievales. Sin embargo, Francia tardó mucho en industrializarse, y gran parte del trabajo siguió siendo pesado sin maquinaria o tecnología para ayudar. Francia todavía estaba dividida en localidades, especialmente en términos de idioma, pero ahora había un nacionalismo francés emergente que centraba el orgullo nacional en el ejército y los asuntos exteriores.

## Panorama político

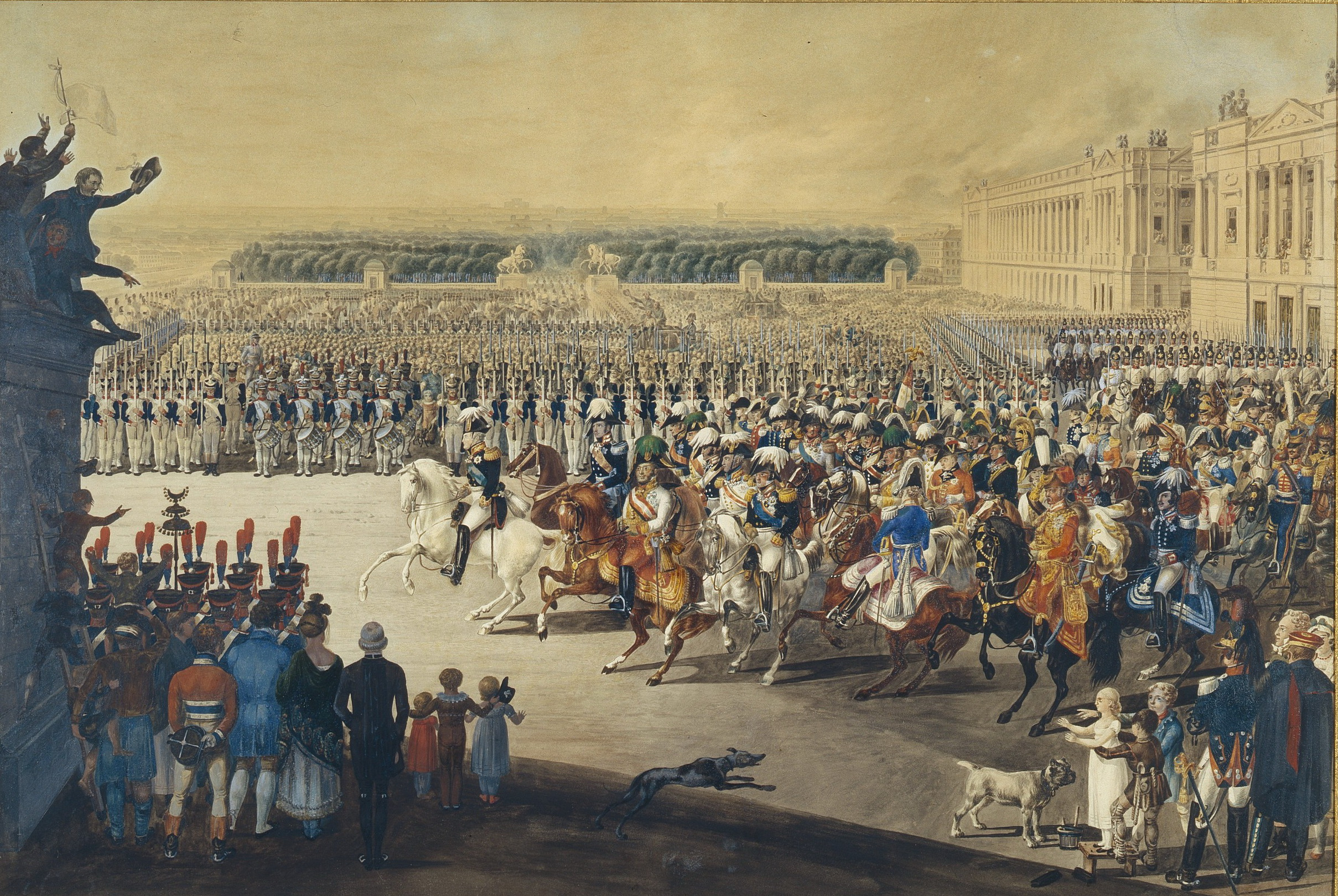
Ejércitos de los aliados entrando en París. 19 de marzo de 1814 - F. de Maleque (1815).

En abril de 1814, los ejércitos de la Sexta Coalición restauraron al trono a Luis XVIII de Francia, hermano y heredero del ejecutado Luis XVI. Se redactó una constitución: la Carta de 1814. Presentaba a todos los franceses como iguales ante la ley, pero conservaba prerrogativas sustanciales para el rey y la nobleza y limitaba el voto a aquellos que pagaban al menos 300 francos al año en impuestos directos.
El rey era el jefe supremo del estado. Comandaba las fuerzas terrestres y marítimas, declaraba la guerra, firmaba tratados de paz, alianza y comercio, nombraba a todos los funcionarios públicos e imponía las regulaciones y ordenanzas necesarias para la ejecución de las leyes y la seguridad del estado. Luis era relativamente liberal, eligiendo muchos gabinetes centristas.
Luis XVIII murió en septiembre de 1824 y fue sucedido por su hermano, que reinó como Carlos X. El nuevo rey persiguió una forma de gobierno más conservadora que Luis. Sus leyes más reaccionarias incluyeron la Ley Anti-Sacrilegio (1825-1830). Exasperado por la resistencia pública y la falta de respeto, el rey y sus ministros intentaron manipular las elecciones generales de 1830 a través de sus Ordenanzas de julio. Esto provocó una revolución en las calles de París, Carlos abdicó, y el 9 de agosto de 1830 la Cámara de Diputados afirmó a Luis Felipe de Orleans como Rey de los franceses, marcando el comienzo de la Monarquía de Julio.

## Luis XVIII, 1814-1824

### Primera Restauración (1814)
La restauración de Luis XVIII al trono en 1814 se efectuó en gran medida a través del apoyo del exministro de Asuntos Exteriores de Napoleón, Talleyrand, quien convenció a las potencias aliadas victoriosas de la conveniencia de una restauración borbónica. Los aliados se habían dividido inicialmente sobre el mejor candidato para el trono: Gran Bretaña favorecía a los Borbones, los austriacos consideraban una regencia para el hijo de Napoleón, Francisco Bonaparte, y los rusos estaban abiertos al duque de Orleans, Luis Felipe o Jean-Baptiste Bernadotte, exmariscal de Napoleón, que era heredero presunto al trono sueco. A Napoleón se le ofreció mantener el trono en febrero de 1814, con la condición de que Francia volviera a sus fronteras de 1792, pero él se negó. La viabilidad de la Restauración estaba en duda, pero el atractivo de la paz para un público francés cansado de la guerra, y las demostraciones de apoyo a los Borbones en París, Burdeos, Marsella y Lyon, ayudaron a tranquilizar a los Aliados.
Luis, de acuerdo con la Declaración de Saint-Ouen, concedió una constitución escrita, la Carta de 1814, que garantizaba una legislatura bicameral con una Cámara de Pares hereditaria/designada y una Cámara de Diputados elegida: su papel era consultivo (excepto en impuestos), ya que solo el Rey tenía el poder de proponer o sancionar leyes, y nombrar o revocar ministros. La franquicia se limitaba a hombres con propiedades considerables, y solo el 1 % de las personas podían votar. Muchas de las reformas legales, administrativas y económicas del período revolucionario quedaron intactas; el Código Napoleónico, que garantizaba la igualdad legal y las libertades civiles, los biens nationaux campesinos y el nuevo sistema de división del país en departamentos no fueron deshechos por el nuevo rey. Las relaciones entre la iglesia y el estado permanecieron reguladas por el Concordato de 1801. Sin embargo, a pesar del hecho de que la Carta era una condición de la Restauración, el preámbulo la declaraba una "concesión y otorgamiento", dada "por el libre ejercicio de nuestra autoridad real".
Después de un primer golpe sentimental de popularidad, los gestos de Luis para revertir los resultados de la Revolución Francesa rápidamente le quitaron apoyo entre la mayoría marginada. Actos simbólicos como la sustitución de la bandera tricolor por la bandera blanca, el título de Luis como el "XVIII" (como sucesor de Luis XVII, que nunca gobernó) y como "Rey de Francia" en lugar de "Rey de los franceses", y el reconocimiento de la monarquía de los aniversarios de las muertes de Luis XVI y María Antonieta fueron significativos. Una fuente más tangible de antagonismo fue la presión ejercida por la Iglesia Católica a los poseedores de biens nationaux (las tierras confiscadas por la revolución) y los intentos de los emigrados que regresaban de recuperar sus antiguas tierras. Otros grupos que tenían malos sentimientos hacia Luis incluían el ejército, los no católicos y los trabajadores afectados por la recesión de la posguerra y las importaciones británicas.

### Los Cien Días
Los emisarios de Napoleón le informaron de este descontento en ciernes, y, el 20 de marzo de 1815, regresó a París desde Elba. En su ruta, la mayoría de las tropas enviadas para detener su marcha, incluidas algunas que eran nominalmente realistas, se sintieron más inclinadas a unirse al antiguo emperador que a detenerlo. Luis huyó de París a Gante el 19 de marzo.
Después de que Napoleón fuera derrotado en la batalla de Waterloo y enviado de nuevo al exilio, Luis regresó. Durante su ausencia, una pequeña revuelta en la Vendée, tradicionalmente pro-monárquica, fue sofocada, pero hubo pocos actos subversivos a favor de la Restauración, a pesar de que la popularidad de Napoleón comenzó a flaquear.

### Segunda Restauración (1815)
Talleyrand volvió a ser influyente en ver que los Borbones fueran restaurados en el poder, al igual que Fouché, ministro de policía de Napoleón durante los Cien Días. Esta Segunda Restauración vio el comienzo del Segundo Terror Blanco, principalmente en el sur, cuando grupos no oficiales que apoyaban a la monarquía buscaron venganza contra aquellos que habían ayudado al regreso de Napoleón: alrededor de 200-300 personas fueron asesinadas, mientras que miles huyeron. Unos 70 000 funcionarios del gobierno fueron despedidos. Los perpetradores pro-Borbones a menudo eran conocidos como los Verdets debido a sus coquetas verdes, que era el color del conde de Artois, siendo este el título de Carlos X en ese momento, que estaba asociado con los ultra-realistas de línea dura, o Ultras. Después de un período en el que las autoridades locales observaron impotentes la violencia, el rey y sus ministros enviaron funcionarios para restablecer el orden.
Un nuevo Tratado de París fue firmado el 20 de noviembre de 1815, tenía términos más punitivos que el tratado de 1814. Francia fue condenada a pagar 700 millones de francos en indemnizaciones, y las fronteras del país se redujeron a su estado de 1790, en lugar de 1792 como en el tratado anterior. Hasta 1818, Francia fue ocupada por 1,2 millones de soldados extranjeros, incluidos alrededor de 200 000 bajo el mando del duque de Wellington, y Francia tuvo que pagar los costos de su alojamiento y raciones, además de las reparaciones. La promesa de recortes de impuestos, prominente en 1814, era impracticable debido a estos pagos. El legado de esto, y el Terror Blanco, dejó a Luis con una oposición formidable.
Los principales ministros de Luis fueron al principio moderados, incluyendo a Talleyrand, el duque de Richelieu, y Élie, duque Decazes; El propio Luis siguió una política cautelosa. La chambre introuvable, elegida en 1815, con el apodo de "inalcanzable" por Luis, estaba dominada por una abrumadora mayoría ultra-realista que rápidamente adquirió la reputación de ser "más monárquica que el rey". La legislatura expulsó al gobierno de Talleyrand-Fouché y trató de legitimar el Terror Blanco, juzgando a los enemigos del estado, despidiendo entre 50 000 y 80 000 funcionarios públicos y despidiendo a 15 000 oficiales del ejército. Richelieu, un emigrado que se había ido en octubre de 1789, que "no había tenido nada que ver con la nueva Francia", fue nombrado primer ministro. La chambre introuvable, mientras tanto, continuó defendiendo agresivamente el lugar de la monarquía y la iglesia, y pidió más conmemoraciones para las figuras reales históricas. En el transcurso de la legislatura, los ultramonárquicos comenzaron a fusionar cada vez más su marca de política con la ceremonia estatal, para disgusto de Luis. Decazes, quizás el ministro más moderado, se movió para detener la politización de la Guardia Nacional (muchos Verdets habían sido reclutados) prohibiendo las manifestaciones políticas de la milicia en julio de 1816.
Debido a la tensión entre el gobierno del rey y la Cámara de Diputados ultramonárquica, esta última comenzó a hacer valer sus derechos. Después de que intentaron obstruir el presupuesto de 1816, el gobierno admitió que la cámara tenía el derecho de aprobar el gasto estatal. Sin embargo, no pudieron obtener una garantía del rey de que sus gabinetes representarían la mayoría en el parlamento.
En septiembre de 1816, la cámara fue disuelta por Luis por sus medidas reaccionarias, y la manipulación electoral resultó en una cámara más liberal en 1816. Richelieu sirvió hasta el 29 de diciembre de 1818, seguido por Jean-Joseph, marqués Dessolles hasta el 19 de noviembre de 1819, y luego Decazes (en realidad el ministro dominante de 1818 a 1820) hasta el 20 de febrero de 1820. Esta fue la época en la que los doctrinarios dominaron la política, con la esperanza de reconciliar la monarquía con la Revolución Francesa y el poder con la libertad. Al año siguiente, el gobierno cambió las leyes electorales, recurriendo al gerrymandering y alterando el sufragio para permitir que algunos hombres ricos del comercio y la industria votaran, en un intento de evitar que los ultras ganaran una mayoría en futuras elecciones. La censura de prensa se aclaró y relajó, algunas posiciones en la jerarquía militar se abrieron a la competencia y se establecieron escuelas mutuales que invadieron el monopolio católico de la educación primaria pública. Decazes purgó a varios prefectos y subprefectos ultramonárquicos, y en las elecciones parciales, una proporción inusualmente alta de bonapartistas y republicanos fueron elegidos, algunos de los cuales fueron respaldados por ultras que recurrieron al voto táctico. Los ultras fueron muy críticos con la práctica de dar empleo a la administración pública o ascensos a los diputados, ya que el gobierno continuó consolidando su posición.
En 1820, los liberales de la oposición, que, con los ultras, constituían la mitad de la cámara, demostraron ser inmanejables, y Decazes y el rey buscaron formas de revisar las leyes electorales nuevamente, para garantizar una mayoría conservadora más manejable. En febrero de 1820, el asesinato por un bonapartista del duque de Berry, el hijo ultrarreaccionario del hermano ultrarreaccionario de Luis y presunto heredero, el futuro Carlos X, provocó la caída de Decazes del poder y el triunfo de los ultras.
Richelieu regresó al poder por un corto intervalo, de 1820 a 1821. La prensa fue censurada más fuertemente, se reintrodujo la detención sin juicio y a los líderes doctrinarios, como François Guizot, se les prohibió enseñar en la École Normale Supérieure. Bajo Richelieu, la franquicia se cambió para dar a los electores más ricos un doble voto, a tiempo para las elecciones de noviembre de 1820. Después de una victoria rotunda, se formó un nuevo ministerio Ultra, encabezado por Jean-Baptiste de Villèle, un líder Ultra que sirvió durante seis años. Los ultras se encontraron de nuevo en el poder en circunstancias favorables: la esposa de Berry, la duquesa de Berry, dio a luz a un "niño milagroso", Enrique, siete meses después de la muerte del duque; Napoleón murió en Santa Elena en 1821, y su hijo, el duque de Reichstadt, permaneció internado en manos austriacas. Figuras literarias, sobre todo Chateaubriand, pero también Hugo, Lamartine, Vigny y Nodier, se unieron a la causa de los ultras. Tanto Hugo como Lamartine más tarde se convirtieron en republicanos, mientras que Nodier lo fue anteriormente. Pronto, sin embargo, Villèle demostró ser casi tan cauteloso como su rey, y, mientras Luis vivió, las políticas abiertamente reaccionarias se mantuvieron al mínimo.
Los ultras ampliaron su apoyo y pusieron fin a la creciente disidencia militar en 1823, cuando la intervención en España, a favor del rey borbónico español Fernando VII, y contra el gobierno liberal español, fomentó el fervor patriótico popular. A pesar del respaldo británico a la acción militar, la intervención fue ampliamente vista como un intento de recuperar la influencia en España, que se había perdido ante los británicos bajo Napoleón. El ejército expedicionario francés, llamado los Cien Mil Hijos de San Luis, fue dirigido por el duque de Angulema, hijo del conde de Artois. Las tropas francesas marcharon a Madrid y luego a Cádiz, expulsando a los liberales con poca lucha (abril a septiembre de 1823), y permanecerían en España durante cinco años. El apoyo a los ultras entre los votantes ricos se fortaleció aún más al repartir favores de manera similar a la cámara de 1816, y los temores a los charbonnerie, el equivalente francés de los carbonarios. En las elecciones de 1824, se aseguró otra gran mayoría.
Luis XVIII murió el 16 de septiembre de 1824 y fue sucedido por su hermano, el conde de Artois, que tomó el título de Carlos X.

## Carlos X

### 1824-1830: Giro conservador
El acceso al trono de Carlos X, el líder de la facción ultramonárquica, coincidió con el control del poder por parte de los ultras en la Cámara de Diputados; por lo tanto, el ministerio del conde de Villèle pudo continuar. La moderación que Luis había ejercido sobre los ultra-realistas fue eliminada.
A medida que el país experimentaba un renacimiento cristiano en los años posteriores a la revolución, los ultras trabajaron para elevar el estatus de la Iglesia católica una vez más. El Concordato de Iglesia y Estado del 11 de junio de 1817 se estableció para reemplazar al Concordato de 1801, pero, a pesar de haber sido firmado, nunca fue validado. El gobierno de Villèle, bajo la presión de los Chevaliers de la Foi, incluidos muchos diputados, votó la Ley Antisacrilegio en enero de 1825, que castigaba con la muerte el robo de hostias consagradas. La ley era inaplicable y solo se promulgó con fines simbólicos, aunque la aprobación de la ley causó un alboroto considerable, particularmente entre los doctrinarios. Mucho más controvertida fue la introducción de los jesuitas, que establecieron una red de colegios para jóvenes de élite fuera del sistema universitario oficial. Los jesuitas se destacaron por su lealtad al Papa y dieron mucho menos apoyo a las tradiciones galicanas. Dentro y fuera de la Iglesia tenían enemigos, y el rey terminó su papel institucional en 1828.
La nueva legislación pagaba una indemnización a los realistas cuyas tierras hubieran sido confiscadas durante la Revolución. Aunque esta ley había sido diseñada por Luis, Carlos influyó en ver que se aprobara. También se presentó ante las cámaras un proyecto de ley para financiar esta compensación, mediante la conversión de la deuda pública (el rente) de bonos del 5 % al 3%, lo que ahorraría al estado 30 millones de francos al año en pagos de intereses. El gobierno de Villèle argumentó que los rentistas habían visto crecer sus rendimientos desproporcionadamente a su inversión original, y que la redistribución era justa. La ley final asignó fondos estatales de 988 millones de francos para compensación (le milliard des émigrés), financiados por bonos del gobierno por un valor de 600 millones de francos a un interés del 3 %. Se pagan alrededor de 18 millones de francos por año. Los beneficiarios inesperados de la ley fueron alrededor de un millón de propietarios de biens nationaux, las antiguas tierras confiscadas, cuyos derechos de propiedad ahora fueron confirmados por la nueva ley, lo que llevó a un fuerte aumento en su valor.
En 1826, Villèle presentó un proyecto de ley que restablecía la ley de primogenitura, al menos para los propietarios de grandes propiedades, a menos que decidieran lo contrario. Los liberales y la prensa se rebelaron, al igual que algunos ultras disidentes, como Chateaubriand. Sus críticas vociferantes llevaron al gobierno a presentar un proyecto de ley para restringir la prensa en diciembre, después de haber retirado en gran medida la censura en 1824. Esto solo inflamó aún más a la oposición, y el proyecto de ley fue retirado.
El gabinete de Villèle se enfrentó a una creciente presión en 1827 de la prensa liberal, incluido el Journal des débats, que patrocinó los artículos de Chateaubriand. Chateaubriand, el más prominente de los ultras anti-Villèle, se había combinado con otros opositores a la censura de prensa (una nueva ley la había vuelto a imponer el 24 de julio de 1827) para formar la Société des amis de la liberté de la presse; Choiseul-Stainville, Salvandy y Villemain estuvieron entre los contribuyentes. Otra sociedad influyente fue la Société Aide-toi, le ciel t'aidera, que trabajó dentro de los límites de la legislación que prohíbe las reuniones no autorizadas de más de 20 miembros. El grupo, envalentonado por la creciente ola de oposición, era de una composición más liberal (asociada con Le Globe) e incluía miembros como Guizot, Rémusat y Barrot. Se enviaron panfletos que evadían las leyes de censura, y el grupo proporcionó asistencia organizativa a los candidatos liberales contra los funcionarios estatales progubernamentales en las elecciones de noviembre de 1827.
En abril de 1827, el rey y Villèle se enfrentaron a una Guardia Nacional rebelde. La guarnición que Carlos revisó, bajo órdenes de expresar deferencia al rey pero desaprobación de su gobierno, gritó comentarios despectivos antijesuitas a su devota sobrina y nuera católica, María Teresa, Madame la Dauphine. Villèle sufrió un trato peor, ya que los oficiales liberales llevaron a las tropas a protestar en su oficina. En respuesta, la Guardia fue disuelta. Continuaron proliferando panfletos, que incluían acusaciones en septiembre de que Carlos, en un viaje a Saint-Omer, estaba en connivencia con el Papa y planeaba restablecer el diezmo, y había suspendido la Carta bajo la protección de un ejército de guarnición leal.
En el momento de la elección, los monárquicos moderados (constitucionalistas) también estaban empezando a volverse contra Carlos, al igual que la comunidad empresarial, en parte debido a una crisis financiera en 1825, que atribuyeron a la ley de indemnización del gobierno. Hugo y varios otros escritores, insatisfechos con la realidad de la vida bajo Carlos X, también comenzaron a criticar al régimen. En preparación para el corte de registro del 30 de septiembre para las elecciones, los comités de oposición trabajaron furiosamente para inscribir al mayor número posible de votantes, contrarrestando las acciones de los prefectos, que comenzaron a eliminar a ciertos votantes que no habían proporcionado documentos actualizados desde las elecciones de 1824. 18 000 votantes se añadieron a los 60 000 de la primera lista; a pesar de los intentos del prefecto de registrar a aquellos que cumplieron con el derecho al voto y eran partidarios del gobierno, esto puede atribuirse principalmente a la actividad de la oposición. La organización se dividió principalmente detrás de los amigos de Chateaubriand y el Aide-toi, que respaldaban a los liberales, constitucionalistas y la contraoposición (monárquicos constitucionales).
La nueva cámara no resultó en una mayoría clara para ninguna de las partes. El sucesor de Villèle, el vizconde de Martignac, que comenzó su mandato en enero de 1828, trató de dirigir un camino intermedio, apaciguando a los liberales aflojando los controles de prensa, expulsando a los jesuitas, modificando el registro electoral y restringiendo la formación de las escuelas católicas. Carlos, descontento con el nuevo gobierno, se rodeó de hombres de los Chevaliers de la Foi y otros ultras, como el Duque de Polignac y La Bourdonnaye. Martignac fue depuesto cuando su gobierno perdió un proyecto de ley sobre el gobierno local. Carlos y sus consejeros creían que se podría formar un nuevo gobierno con el apoyo de las facciones monárquicas de Villèle, Chateaubriand y Decazes, pero eligieron un primer ministro, Polignac, en noviembre de 1829 que fue repelente para los liberales y, peor aún, Chateaubriand. Aunque Carlos se mantuvo indiferente, el punto muerto llevó a algunos realistas a llamar a un golpe de Estado, y a prominentes liberales a una huelga fiscal.
En la apertura de la sesión en marzo de 1830, el Rey pronunció un discurso que contenía amenazas veladas a la oposición; en respuesta, 221 diputados (una mayoría absoluta) condenaron al gobierno, y Carlos posteriormente prorrogó y luego disolvió el parlamento. Carlos mantuvo la creencia de que era popular entre la masa no privada de derechos de la gente, y él y Polignac eligieron seguir una ambiciosa política exterior de colonialismo y expansionismo, con la ayuda de Rusia. Francia había intervenido en el Mediterráneo varias veces después de la renuncia de Villèle, y ahora se enviaron expediciones a Grecia y Madagascar. Polignac también inició la colonización francesa en Argelia; la victoria fue anunciada sobre el Dey de Argel a principios de julio. Se elaboraron planes para invadir Bélgica, que pronto sufriría su propia revolución. Sin embargo, la política exterior no resultó suficiente para desviar la atención de los problemas internos.
La disolución de Carlos de la Cámara de Diputados, sus Ordenanzas de julio que establecieron un rígido control de la prensa y su restricción del sufragio dieron lugar a la Revolución de julio de 1830. La causa principal de la caída del régimen, sin embargo, fue que, si bien logró mantener el apoyo de la aristocracia, la Iglesia Católica e incluso gran parte del campesinado, la causa de los ultras fue profundamente impopular fuera del parlamento y entre aquellos que no tenían el derecho al voto, especialmente los trabajadores industriales y la burguesía. Una razón importante fue un fuerte aumento en los precios de los alimentos, causado por una serie de malas cosechas 1827-1830. Los trabajadores que vivían en el margen estaban muy presionados y enojados porque el gobierno prestaba poca atención a sus necesidades urgentes.
Carlos abdicó en favor de su nieto, el conde de Chambord, y se fue a Inglaterra. Sin embargo, la Cámara de Diputados liberal, controlada por la burguesía, se negó a confirmar al conde de Chambord como Enrique V. En una votación boicoteada en gran medida por los diputados conservadores, el cuerpo declaró vacante el trono francés y elevó a Luis Felipe, duque de Orleans, al poder.

### 1830: La Revolución de Julio
La Carta de 1814 había hecho de Francia una monarquía constitucional. Si bien el rey conservaba un amplio poder sobre la formulación de políticas, así como el poder exclusivo del Ejecutivo, dependía, sin embargo, del Parlamento para aceptar y aprobar sus decretos legales. La Carta también fijó el método de elección de los diputados, sus derechos dentro de la Cámara de Diputados y los derechos del bloque mayoritario. Así, en 1830, Carlos X se enfrentó a un problema importante. No podía sobrepasar sus límites constitucionales y, sin embargo, no podía continuar sus políticas con una mayoría liberal dentro de la Cámara de Diputados. Estaba listo para una acción severa e hizo su movimiento después de un voto final de no confianza por la mayoría liberal de la cámara, en marzo de 1830. Se dispuso a alterar la Carta de 1814 por decreto. Estos decretos, conocidos como las "Cuatro Ordenanzas", disolvieron la Cámara de Diputados, suspendieron la libertad de prensa, excluyeron a la clase media comercial más liberal de futuras elecciones y convocaron nuevas elecciones.
La opinión estaba indignada. El 10 de julio de 1830, antes de que el rey hubiera hecho sus declaraciones, un grupo de periodistas liberales ricos y propietarios de periódicos, liderados por Adolphe Thiers, se reunieron en París para decidir una estrategia para contrarrestar a Carlos X. Se decidió entonces, casi tres semanas antes de la Revolución, que, en caso de las proclamas esperadas de Carlos, el establishment periodístico de París publicaría críticas vitriólicas a las políticas del rey en un intento de movilizar a las masas. Así, cuando Carlos X hizo sus declaraciones el 25 de julio de 1830, la máquina del periodismo liberal se movilizó, publicando artículos y quejas denunciando el despotismo de las acciones del rey.
Las turbas urbanas de París también se movilizaron, impulsadas por el fervor patriótico y las dificultades económicas, reuniendo barricadas y atacando la infraestructura de Carlos X. En cuestión de días, la situación se intensificó más allá de la capacidad de la monarquía para controlarla. Cuando la Corona se movió para cerrar los periódicos liberales, las masas radicales parisinas defendieron esas publicaciones. También lanzaron ataques contra las prensas pro-borbónicas y paralizaron el aparato coercitivo de la monarquía. Aprovechando la oportunidad, los liberales en el Parlamento comenzaron a redactar resoluciones, quejas y censuras contra el rey. El rey finalmente abdicó el 30 de julio de 1830. Veinte minutos más tarde, su hijo, Luis Antonio, duque de Angulema, que había sucedido nominalmente como Luis XIX, también abdicó. La Corona recayó nominalmente sobre el hijo del hermano menor de Luis Antonio, nieto de Carlos X, que estaba en línea para convertirse en Enrique V. Sin embargo, la recién empoderada Cámara de Diputados declaró el trono vacante, y el 9 de agosto, elevó a Luis Felipe al trono. Así comenzó la Monarquía de Julio.

## Corrientes políticas
La Cámara de Diputados de este período osciló entre fases dominadas por los ultramonárquicos y otras por los liberales. Los monárquicos llegaban con la intención de barrer con las herencias de la Revolución de 1789, pero la burguesía en su conjunto no estaba dispuesta a perder un parlamento donde podía luchar por sus intereses, y fue así que Luis XVIII solo pudo asumir gracias a suscribir una constitución otorgada (Charte octroyée). Se mantuvieron las elecciones de diputados (que no existían antes de 1789), pero con voto censitario, muy restringido. El rey fue acompañado por el duque de Richelieu como primer ministro hasta 1818, luego por Élie Decazes.
En general, los opositores a la monarquía no estuvieron en la arena política, pero proliferaron diarios y revistas donde el liberalismo procesó su ideología y empezó a plantarse un programa para el futuro: Le Censeur, Le Censeur Européen, el Journal des Débats, el Moniteur y el Constitutionnel.
Los partidarios de Napoleón Bonaparte fueron una minoría muy activa, que en gran parte se integró al carbonarismo en los años 20. La cabeza visible de este grupo era Lafayette. Otros liberales, como Benjamin Constant, buscaron encontrar una salida legal para la consecución de un gobierno liberal. Los liberales llamados «doctrinarios» (Pierre-Paul Royer-Collard, François Guizot) eligieron la táctica de acercarse a la monarquía y participar en puestos secundarios del gobierno de la Restauración para superar el estado de dispersión del liberalismo.
Los sectores conservadores, monárquicos y vaticanistas tuvieron sus ideólogos en Louis de Bonald, también legislador, y en René de Chateaubriand, quien actuó más como literato que como político. Por su parte Joseph de Maistre, más vinculado a Saboya que a Francia, defendió la idea de un regreso al Antiguo Régimen de monarquía absoluta y se opuso a las concesiones liberales que Luis XVIII deslizó en su constitución de 1815.

## Alternancias parlamentarias
En el comienzo del gobierno de Luis XVIII, la Cámara de diputados estaba dominada por los ultramonárquicos, feroces defensores del gobierno real que pretendían aumentar su poder. La crisis de los Cien Días de Napoleón (de mayo a julio de 1815) originará una ola de terror blanco contra los republicanos, amenazando la estabilidad del reino. Luis XVIII se vio obligado en 1816 a disolver esa Cámara demasiado excesiva, que le reclamaba cada vez más poder, pero conservando a sus ministros.
Los liberales ganaron entonces las elecciones, lograron frenar el terror legal y establecieron leyes más permisivas referidas a la libertad de imprenta y de pensamiento, pero en 1820 el asesinato del duque de Berry, sobrino y eventual heredero de Luis XVIII, marcó un nuevo cambio de rumbo de la monarquía que reimplantó la censura y la persecución.
La Cámara volvió a ser conservadora y se votaron en los años 1820 leyes antiliberales, sobre las libertades individuales, la prensa, el sufragio, la religión y los emigrados. Se reprimieron motines entre 1821 y 1823 en unidades militares, dirigidos por los Carbonarios. Este período está dominado por el conde de Villèle, primer ministro desde 1821 hasta 1827.
En la década, los liberales fueron ganando posiciones en la Cámara de diputados, lo que les permitía rechazar algunas de las leyes más conservadores propuestas por los ultramonárquicos, y aprobar una ley contra la censura a la prensa. El rey Carlos X reemplazó a Villèle como primer ministro por el vizconde de Martignac. A la vez, en 1829, este último es reemplazado por Jules de Polignac.
El reinado de Carlos X se caracterizó por un creciente conflicto entre el poder y la oposición liberal, que había ganado un lugar en la política pero, sobre todo, en la prensa.

## Caída de la Restauración
Aún debaten los historiadores sobre las causas que llevaron a la caída de Carlos X. Se considera que entre 1827 y 1830 una serie de crisis económicas, combinadas con el auge de la oposición liberal en la Cámara de los Diputados, hizo caer a los conservadores pro-borbónicos.
Entre 1827 y 1830, Francia sufría una crisis económica, industrial y agraria, peor que la que dio lugar a la Revolución francesa de 1789. Una serie de cosechas peores que las anteriores subieron los precios de los alimentos básicos y del grano. En respuesta, los campesinos de toda Francia presionaron para que se rebajaran los impuestos sobre el grano con el fin de bajar los precios y salir de su mala situación. Carlos X, presionado por los ricos terratenientes, cuya economía no se encontraba tan resentida, mantuvo las tarifas. Hizo esto basándose en lo sucedido en 1816 y 1817, periodo en el cual Luis XVIII rebajó los impuestos durante una serie de hambrunas causando una bajada de los precios, e incurriendo en las iras de los terratenientes, la fuente tradicional de la legitimidad de los Borbones. Así, los campesinos de Francia se enfrentaron a un periodo muy duro de penuria y altos precios.
Al mismo tiempo, las presiones económicas internacionales se combinaron con el poder adquisitivo debilitado de las provincias que hacía decrecer la actividad económica en los centros urbanos. Esta crisis industrial contribuyó al aumento de la pobreza entre los artesanos parisinos. En 1830, muchos sectores sociales sufrían por la política económica de Carlos X.
Mientras la economía francesa flaqueaba, las tres elecciones de la década llevaron a un relativamente poderoso bloque liberal a la Cámara de los Diputados. El bloque de diecisiete liberales de 1824 creció hasta los 180 en 1827, y hasta 274 en 1830. Esta mayoría liberal estaba cada vez más insatisfecha con las políticas del centrista Martignac, y del ultra-monárquico Jules de Polignac, que buscaban proteger los limitados privilegios de la Carta de 1814. Buscaron la expansión de las franquicias, y una política económica más liberal. Pedían el derecho, como partido mayoritario, de designar al primer ministro y al Gabinete.
El crecimiento del bloque liberal dentro de la Cámara de Diputados se correspondía con el auge de la prensa liberal en Francia. En general centrada alrededor de París, esta prensa proporcionaba un contrapunto al servicio de noticias del gobierno y a los periódicos de la derecha. Se fueron haciendo más importantes en la difusión de las opiniones políticas y en la situación política del público parisino, y podían de esta forma verse como un enlace crucial entre el crecimiento de los liberales y la creciente y agitada masa de franceses golpeados en su economía.
En 1830, el gobierno de Carlos X encaraba dificultades por todas partes. La nueva mayoría liberal no tenía intención de consentir las agresivas políticas de Polignac. El auge de la prensa liberal en París, que superaba en ventas al periódico oficial del gobierno, indicaba un giro general hacia la izquierda de los parisinos. Además, la base del poder de Carlos X se encontraba muy a la derecha del espectro político, como él mismo; no podía responder a las crecientes demandas de la Cámara de Diputados, situación que pronto llegaría al extremo.

## LasCuatro Ordenanzas
La Carta de 1814 convertía a Francia en una monarquía constitucional. Mientras el rey retenía un amplio poder sobre el poder legislativo, y era el único poder ejecutivo, solo confiaba en el Parlamento para que aceptara y diera curso a sus decretos. La Carta también fijaba el método de elección de los diputados, sus derechos en la Cámara de Diputados, y los derechos del bloque mayoritario. Así, Carlos X se enfrentaba en 1830 a un gran problema. No podía saltarse sus atribuciones constitucionales, y además, no podía mantener sus políticas con una mayoría liberal en la Cámara. Se requería una acción más contundente. Una moción de censura votada por los liberales en marzo de 1830 puso al rey en acción, y se dispuso a alterar la Carta de 1814 por decreto. Estos decretos, conocidos como las Cuatro Ordenanzas incluían:
1. La disolución de la Cámara de Diputados
2. La restricción de las leyes de prensa
3. La restricción de las franquicias a solo los más ricos de Francia
4. Nuevas elecciones inmediatas basadas en el nuevo electorado.

Estas ordenanzas le costaron caras al rey. El 10 de julio de 1830, antes de que hubiera hecho esta declaración, un grupo de ricos, liberales, jornaleros y propietarios de periódicos, liderados por Adolphe Thiers, se reunieron en París para decidir su estrategia contra Carlos X. Se decidió entonces, tres semanas antes de la Revolución, que en el caso de que Carlos proclamara sus Ordenanzas, publicarían críticas muy duras contra la política del rey en un intento de movilizar a las masas. Así, cuando Carlos X hizo sus declaraciones el 25 de julio de 1830, el periodismo liberal se movilizó, publicando artículos y quejas denigrantes sobre el despotismo de las acciones reales. Comenzaba la Revolución de 1830.
Las multitudes en París también se movilizaron, dirigidas por el fervor patriótico y la penuria económica, levantaron barricadas y atacaron las infraestructuras de Carlos X. En solo unos días, la situación superó la capacidad del monarca para controlarla. Cuando la corona trataba de cerrar las publicaciones liberales, las masas radicales de París las defendían. Lanzaron también ataques contra la prensa pro-borbónica, y paralizaron el aparato coercitivo de la monarquía. Aferrándose a esta oportunidad, los liberales del Parlamento comenzaron a emitir resoluciones, quejas y censuras sobre el rey.
El rey fue depuesto 30 de julio y las Cámaras accedieron a designar al Luis Felipe, duque de Orléans como Lugarteniente General del Reino. El 2 de agosto la revuelta obligó a Carlos X a refugiarse en Rambouillet, donde abdicó en su nieto Enrique de Artois, duque de Burdeos, y minutos más tarde, su hijo, el Duque de Angulema renunció a sus derechos. La Cámaras, que no reconocían la autoridad de Carlos X, reelaboraron la Carta constitucional de 1814, declarando el trono vacante y procediendo a elegir a Luis Felipe de Orléans como nuevo rey, y fue proclamado como Luis Felipe I, rey de los franceses el 9 de agosto. Comenzaba la Monarquía de Julio.